# Азербайджано-шведские отношения
Азербайджано-шведские отношения — двусторонние дипломатические отношения между Азербайджаном и Швецией в политической, экономической, культурной и иных сферах.

## Дипломатические отношения
Швеция признала независимость Азербайджана 16 января 1992 года. Дипломатические отношения между странами установлены 8 мая 1992 года.
Посольство Азербайджана в Швеции было открыто в январе 2008 года. Посольство Швеции в Азербайджане открылось 1 марта 2014 года.
Чрезвычайным послом Швеции в Азербайджане является Кристиан Камилл.
В парламенте Азербайджана действует рабочая группа по отношениям с Швецией. Руководителем группы является Камиля Алиева.
30 сентября 2016 года между странами было подписано соглашение об избежании двойного налогообложения.
Швеция поддерживает позицию Азербайджана в Европейском Союзе (ЕС) в качестве своего стратегического партнера на Кавказе.
На международной арене сотрудничество между двумя странами осуществляется в рамках различных международных организаций: Совет Европы, Организация по безопасности и сотрудничеству в Европе (ОБСЕ).

### Двусторонние визиты
9-10 февраля 2016 года министр иностранных дел Швеции Маргот Вальстрем посетила Азербайджан с официальным визитом.
6-7 ноября 2017 года министр иностранных дел Азербайджана Эльмар Мамедъяров посетил Швецию с официальным визитом.
4-6 ноября 2019 года Эльмар Мамедьяров посетил Швецию с целью участия в мероприятии, посвящённом 10-летию программы Восточного партнёрства.

## Экономическое сотрудничество
В 2013 году был проведён совместный азербайджано-шведский бизнес-форум, а также состоялась выставка «БакуТел-2013».
В 2018 году объём экспорта товаров из Швеции в Азербайджан увеличился на 25 %. Что касается импорта, его объём увеличился на 24 %.
Планируется инвестирование шведскими компаниями в ИКТ в Азербайджане. Намечается учреждение Государственного фонда развития информационных технологий, технопарка, Университета информационных технологий в Баку.

### Товарооборот (тыс. долл)
| Год  | Экспорт Азербайджана | Импорт Азербайджана | Сумма товарооборота |
| ---- | -------------------- | ------------------- | ------------------- |
| 2020 | 968,21               | 37 476,41           | 38 444,62           |
| 2021 | 5 691,51             | 71 406,84           | 77 098,35           |
| 2022 | 18 935,52            | 51 159,85           | 70 095,37           |
| 2023 | 1 561,81             | 57 707,05           | 59 268,86           |

## Культурные связи
Конгрессом азербайджанцев Швеции, Культурной ассоциацией Швеция-Азербайджан и другими организациями, функционирующими в Швеции проводятся различные культурные мероприятия, в том числе празднование Новруз и Дня независимости Азербайджана, концерты, а также семинары в институте международной политики.
В Стокгольме и других городах действуют школы, в которых детям преподают азербайджанский язык.
В июне 2010 года азербайджанцами, проживающими в Швеции, был открыт телевизионный канал под названием «ArazTV». Передачи транслируется на трёх языках, азербайджанском, шведском и английском, дважды в неделю.
Планируется открытие детского азербайджанского театра под руководством азербайджанского режиссёра Севиндж Назарли.
В январе 2024 года издана Антология шведской прозы на азербайджанском языке. В сборник вошли произведения Стига Ларссона, Пера Лагерквиста, Сельмы Лагерлёф, Эйвинда Юнсона, Астрид Линдгрен, Августа Стриндберга и иных шведских писателей.

## Диаспора
На 2019 год на территории Швеции проживает приблизительно 10 тысяч азербайджанцев и вдобавок около 30 тысяч азербайджанцев из Ирана.
В 2006 году в Швеции была учреждена диаспорская организация «Odlar yurdu» («Страна огней»). Осуществлялось сотрудничество с азербайджанцами из Ирана.
В 2010 году был создан Конгресс азербайджанцев Швеции. Основной задачей Конгресса является сплочение азербайджанцев, которые проживают на территории Швеции. Первоначально представительство Конгресса появилось в Стокгольме. Позднее были открыты представительства по всей территории страны.
В 2018 году в состав Конгресса азербайджанцев Швеции входило 2543 человек. Конгресс включает в себя 32 организации, а также спортивный клуб «Нефтчи», которым руководит заместитель председателя организации — Игорь Пономарев.
В Швеции функционирует Государственный комитет по работе с диаспорой Азербайджана.
Азербайджанцы также представлены в парламенте Швеции — Риксдаге. Одним из заседающих является Фарадж Гулиндж, который помимо этого, возглавляет молодёжную организацию в Стокгольме.